# Great Smoky Mountains
Die Great Smoky Mountains (kurz Smoky Mountains, umgangssprachlich Smokies) sind ein Gebirgszug entlang der Grenze zwischen Tennessee und North Carolina in den südöstlichen Vereinigten Staaten. Sie gehören zu den Appalachen und bilden einen Teil der Blue Ridge Mountains. Der Gebirgszug erlangte besondere Bekanntheit durch den Great-Smoky-Mountains-Nationalpark, der sich seit seiner Gründung im Jahr 1934 über den größten Teil des Gebirgszugs erstreckt und heute mit mehr als 11 Millionen Besuchern pro Jahr der am meisten besuchte Nationalpark der USA ist.
Die Great Smoky Mountains gehören zum Man and the Biosphere Programme der UNESCO und beheimaten einen rund 757 km² großen Primärwald, der damit der größte seiner Art östlich des Mississippi River ist. Die Mischwälder in den niedrigeren Höhenlagen zählen zu den artenreichsten Ökosystemen in Nordamerika, und der dortige Rotfichtenwald ist der größte seiner Art weltweit. Die Great Smokies verfügen zudem über die größte Populationsdichte an Schwarzbären der östlichen USA und die größte Vielfalt an Salamanderarten außerhalb der Tropen.
Der Gebirgszug ist zudem ein von der UNESCO anerkanntes Weltnaturerbe. Innerhalb des Nationalparks unterhält der National Park Service 78 Stätten, von denen neun im National Register of Historic Places (NRHP) eingetragen sind. Fünf Bereiche innerhalb des Parks sind im NRHP als Historic District eingetragen.
2016 kam es zu Waldbränden.

## Name
Die Bezeichnung als smoky (deutsch „dunstig“) geht auf den natürlichen Nebel zurück, der den Gebirgszug häufig überdeckt und auch aus der Entfernung als Nebelfahne zu erkennen ist. Die Cherokee-Indianer gaben der Landschaft deswegen den Namen „Shalonage“ = „Ort des blauen Nebels“. Der Nebel wird von der Vegetation verursacht, die flüchtige organische Verbindungen ausstößt, die bei normalen Temperaturen und normalem Luftdruck als Dampf in Erscheinung treten.

## Geografie
Die Great Smoky Mountains erstrecken sich vom Little Tennessee River im Südwesten bis zum Pigeon River im Nordosten. Im Nordwesten läuft der Gebirgszug in den sogenannten „Foothills“ aus, zu denen der Chilhowee Mountain und der English Mountain gehören. Im Süden werden die Smokies vom Tuckasegee River und im Südosten vom Soco Creek bzw. Jonathan Creek begrenzt. Der Gebirgszug liegt in den Tennessee-Counties Blount, Sevier und Cocke sowie in den Counties Swain und Haywood von North Carolina.
In den Smoky Mountains entspringen viele Flüsse, darunter der Pigeon River, der Oconaluftee River und der Little River. Sie gehören zum Einzugsgebiet des Tennessee River und befinden sich demzufolge westlich der Östlichen Nordamerikanischen Wasserscheide. Der größte Fluss ist der Abrams Creek, der in der Cades Cove entspringt und in den Chilhowee Lake in der Nähe des Chilhowee Dam mündet. Der Little Tennessee River speist fünf Stauseen (Rückhaltebecken, impoundments) entlang der südwestlichen Grenzen: Tellico Reservoir, Chilhowee Lake, Calderwood Lake, Cheoah Lake und Fontana Lake.
Weitere Flüsse sind Hazel Creek und Eagle Creek im Südwesten, Raven Fork bei Oconaluftee, Cosby Creek bei Cosby und Roaring Fork bei Gatlinburg.

### Höchste Erhebungen
Die höchste Erhebung mit 2025 m ist der Clingmans Dome, der damit der höchste Berg in Tennessee und der dritthöchste in den gesamten Appalachen ist. Er verfügt zudem mit einer Schartenhöhe von 1373 m über die höchste des Gebirgszugs.
| Berg                 | Höhe   | Prominenz | Lage               | Benannt nach                                                                      |
| -------------------- | ------ | --------- | ------------------ | --------------------------------------------------------------------------------- |
| Kuwohi               | 2025 m | 1373 m    | Zentrum            |                                                                                   |
| Mount Guyot          | 2018 m | 482 m     | Östliches Gebirge  | Arnold Henri Guyot (1807–1884), Landvermesser                                     |
| Mount Le Conte       | 2010 m | 415 m     | Zentrum            | Joseph LeConte oder John LeConte, Wissenschaftler                                 |
| Mount Chapman        | 1960 m | 176 m     | Östliches Gebirge  | David C. Chapman (1876–1944), Befürworter des Nationalparks                       |
| Old Black            | 1939 m | 52 m      | Östliches Gebirge  | Tannenwald am Gipfel                                                              |
| Luftee Knob          | 1894 m | 96 m      | Östliches Gebirge  | Oconaluftee River                                                                 |
| Mount Kephart        | 1895 m | 200 m     | Zentrum            | Horace Kephart (1862–1931), Schriftsteller                                        |
| Mount Collins        | 1888 m | 142 m     | Zentrum            | Robert Collins, Bergführer                                                        |
| Marks Knob           | 1878 m | ca. 76 m  | Östliches Gebirge  |                                                                                   |
| Tricorner Knob       | 1873 m | 48 m      | Östliches Gebirge  | Kreuzung zwischen der Balsam crest und der Great Smokies crest                    |
| Mount Hardison       | 1873 m | 41 m      | Östliches Gebirge  | James Archibald Hardison (1867–1930), Mitglied der North Carolina Park Commission |
| Andrews Bald         | 1801 m | 48 m      | Zentrum            | Wahrscheinlich Andrew Thompson, früher Siedler                                    |
| Mount Sterling       | 1781 m | 202 m     | Östliches Gebirge  | Wahrscheinlich wurden Bleivorkommen am Berg irrtümlich für Silber gehalten        |
| Silers Bald          | 1706 m | 102 m     | Westliches Gebirge | Jesse Siler, der den Berg als Weide nutzte                                        |
| Thunderhead Mountain | 1684 m | 332 m     | Westliches Gebirge | Der Berg ist dauerhaft mit Wolken bedeckt                                         |
| Gregory Bald         | 1508 m | 337 m     | Westliches Gebirge | Russell Gregory (1805–1863), Einwohner von Cades Cove                             |
| Mount Cammerer       | 1502 m | 2 m       | Östliches Gebirge  | Arno B. Cammerer (1883–1941), ehemaliger Direktor des National Park Service       |
| Chimney Tops         | 1440 m | ca. 61 m  | Zentrum            | Optische Ähnlichkeit zu Schornsteinen                                             |
| Blanket Mountain     | 1404 m | ca. 152 m | Westliches Gebirge | Am Gipfel vom Landvermesser Return Meigs als Referenzpunkt zurückgelassene Decke  |
| Shuckstack           | 1225 m | 91 m      | Westliches Gebirge |                                                                                   |

### Klima

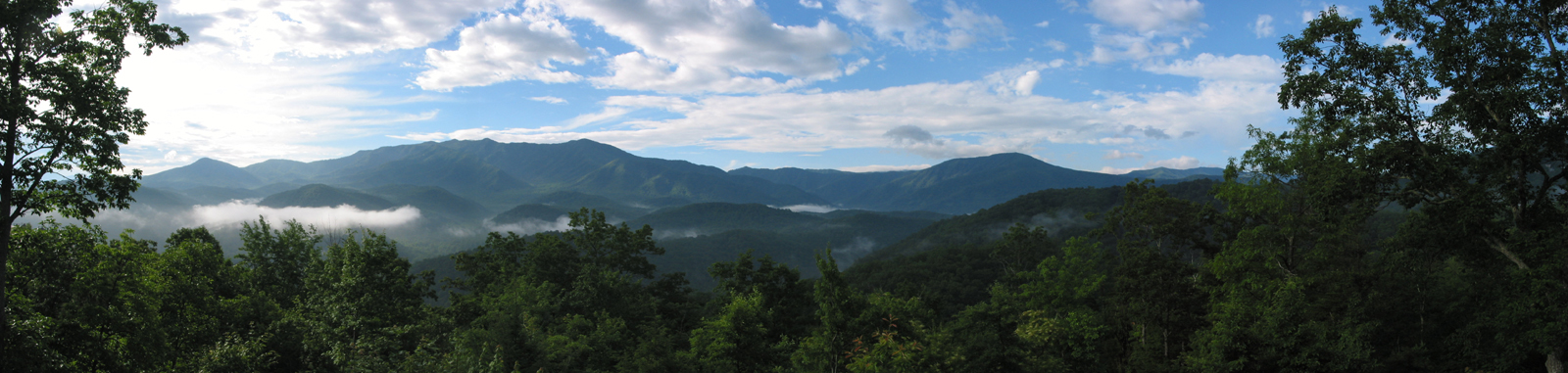
180°-Panorama der Smokies

Aufgrund ihrer teilweise mehr als 2 km Höhe weisen die Great Smoky Mountains vergleichsweise hohe Niederschlagsmengen auf, die zwischen 130 und 200 cm pro Jahr liegen und zu Überflutungen führen können. Entsprechend intensiv – insbesondere in höheren Lagen – kann der Schneefall im Winter ausfallen. In der Umgebung des Gebirgszugs liegt der jährliche Niederschlag zwischen 100 und 130 cm.
Das Gebiet wird zudem immer wieder von Tiefdruckgebieten ehemaliger Hurrikans überquert. So verursachten die Überreste des Hurrikan Frances im Jahr 2004 starke Überflutungen, Erdrutsche und durch starke Winde verursachte Flurschäden, die durch den nachfolgenden Hurrikan Ivan noch verstärkt wurden. Auch der ehemalige Hurrikan Hugo richtete 1989 große Schäden in den Smokies an.

## Geologie

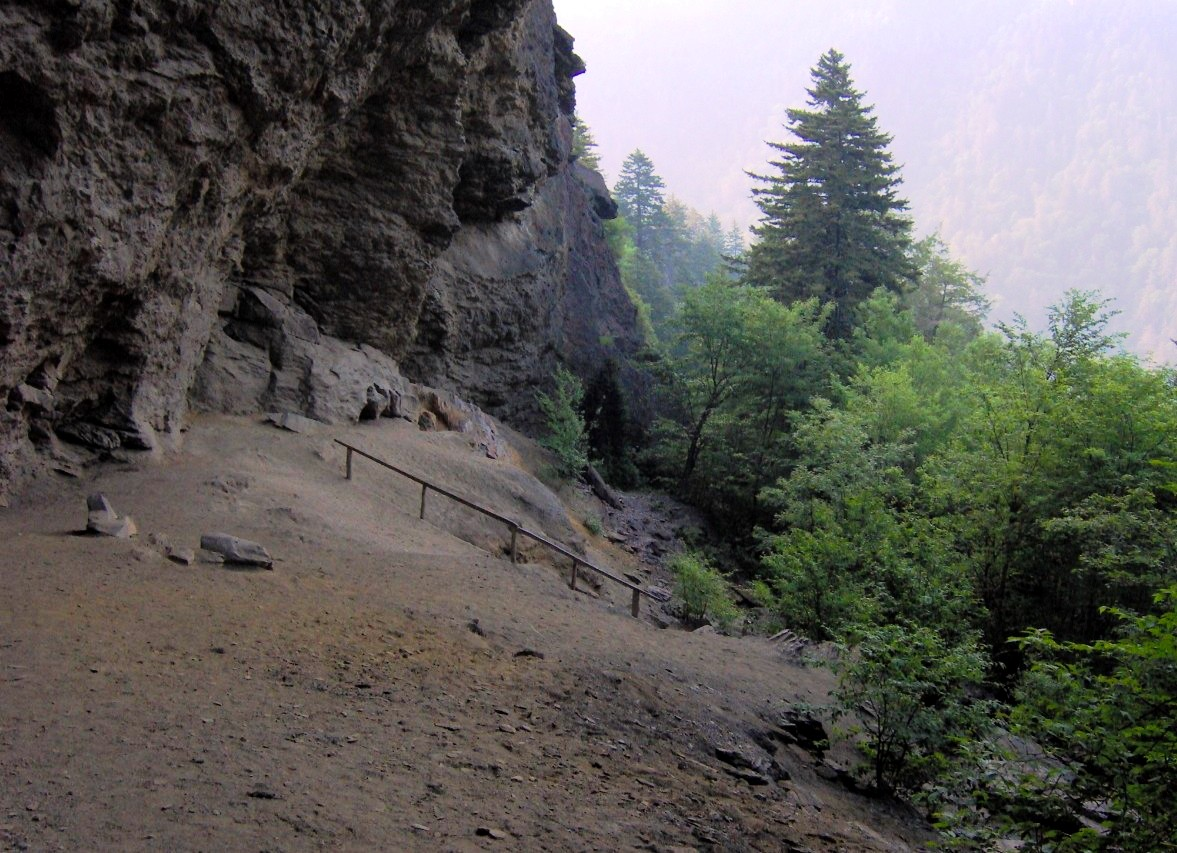
Passage des Alum Cave Trail am Mount Le Conte

Die Great Smoky Mountains bestehen zum größten Teil aus Gesteinsschichten des späten Präkambriums in Form von schwach metamorphem Sandstein, Phyllit und Schiefer. Die ältesten Schichten stammen aus dem frühen Präkambrium und befinden sich im Raven Fork Valley sowie entlang des oberen Tuckasegee River zwischen Cherokee und Bryson City. Sie enthalten vorwiegend metamorphen Gneis, Granit und Schiefer. An den Ausläufern der Smokies sowie in einigen Tälern wie dem Cades Cove gibt es auch Sedimentgesteine aus dem Kambrium.
Vor über einer Milliarde Jahren wurden die ältesten Schichten der Smokies durch vulkanische Gesteinsablagerungen sowie durch Meeressedimente in einem Ur-Ozean gebildet. Im späten Präkambrium dehnte sich dieser Ozean aus, und erodierende Landmassen schichteten sich auf dem Schelf des Ozeans zur Ocoee Supergroup auf, zu der die Great Smoky Mountains gehören.
Am Ende des Paläozoikums befand sich auf dem Grund des Ur-Ozeans eine dicke Schicht aus Meeressedimenten, aus denen sich Kalkstein bildete. Während des Ordoviziums kollidierten die nordamerikanische und die afrikanische Kontinentalplatte miteinander, wodurch der Ozean zerstört und die Alleghenische Orogenese eingeleitet wurde, während der die Appalachen gebildet wurden. Während des Mesozoikums erodierten die weichen äußeren Schichten der neu geformten Gebirge und legten die älteren Schichten der Ocoee Supergroup frei.
Vor etwa 20.000 Jahren reichten Gletscher von der Arktis bis nach Nordamerika. Sie erreichten den Bereich der Great Smoky Mountains zwar nicht, führten aber zu klimatischen Veränderungen im Gebirgszug, indem die mittleren Temperaturen fielen und die Niederschlagsmengen anstiegen. In den höheren Lagen konnten Bäume nicht überleben und wurden durch eher tundratypische Vegetation ersetzt. Boreale Nadelwälder erstreckten sich in den Tälern und an den Hängen unterhalb von 1.500 m. Die permanenten Wechsel aus Frost und Tauwetter brachten Felsenmeere hervor, wie sie häufig am Fuß großer Berge zu finden sind.
Zwischen 16.500 und 12.500 Jahren vor unserer Zeitrechnung zogen sich die Gletscher zurück und ermöglichten den Wiederanstieg der mittleren Durchschnittstemperaturen. Die Tundrapflanzen verschwanden, während die Nadelwälder nur noch in den höchsten Lagen erhalten blieben und in den anderen Bereichen durch Laubhölzer ersetzt wurden. Vor rund 6000 Jahren begannen die bis dahin ansteigenden Temperaturen wieder kühler zu werden.

## Flora
Großflächige Rodungen im späten 19. und frühen 20. Jahrhundert zerstörten den Großteil der Wälder der Smokies. Der National Park Service ging 2008 davon aus, dass in der Region schätzungsweise noch 757 km² Primärwald existieren, womit die Great Smoky Mountains heute den größten Primärwaldbestand in den östlichen USA aufweisen. Von den rund 1600 Bedecktsamer-Arten in den Smokies sind mehr als 100 Busch- und Baumarten als indigen anzusehen. In der Region gedeihen auch mehr als 2000 Pilzarten sowie 450 Arten von nicht-vaskulären Pflanzen.
Die Wälder der Smokies werden üblicherweise in die drei Zonen
- Mischwälder in Tallagen,
- Mischwälder in Hanglagen und
- boreale Nadelwälder an den höchsten Stellen

unterteilt.
In mittleren Höhenlagen finden sich einige Stellen mit nur geringem oder völlig fehlendem Baumbestand, so genannte „Appalachian balds“, die nicht auf den menschlichen Holzeinschlag zurückzuführen sind. Der Boden ist in diesen Bereichen sehr dicht entweder mit Gras oder einer Mischung aus Rhododendren und Berglorbeer bewachsen. Speziell an den nach Süden zeigenden Hängen auf dem Gebiet von North Carolina finden sich auch gemischte Eichen- und Kiefernwälder. Entlang von Flüssen sowie in Hanglagen über 1000 m finden sich auch einige Bestände mit Kanadischen Hemlocktannen.

### Mischwälder in Tallagen

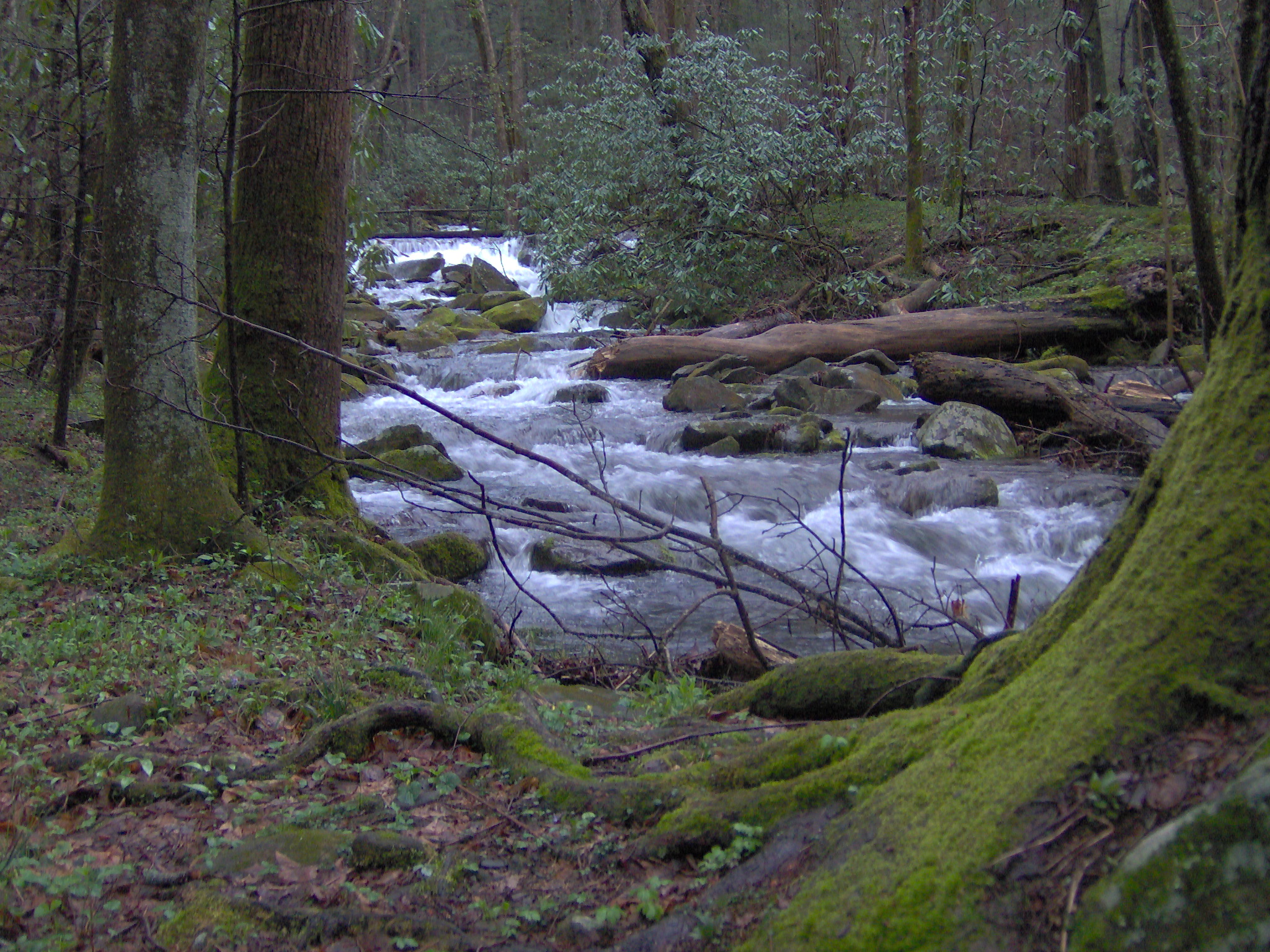
Laubwald am Cosby Creek

Die Mischwälder (Cove Hardwood Forests) der südlichen Appalachen zählen zu den artenreichsten in Nordamerika. Im Bereich der Great Smoky Mountains handelt es sich vorwiegend um Sekundärwald, wenngleich rund 290 km² noch aus Primärwald bestehen. Einige der ältesten und höchsten Bäume des Gebirgszugs stehen in der Albright Grove am Maddron Bald Trail zwischen Gatlinburg und Cosby.
In den Smokies gibt es mehr als 130 verschiedene Arten von Bäumen. Am häufigsten anzutreffen sind Gelb-Birken, Amerikanische Linden, Gelbe Rosskastanien, Tulpenbäume, Storaxbäume (Halesia carolina), Zucker-Ahorne, Gurken-Magnolien, Hickory (Carya ovata), Carolina-Hemlocktannen und Kanadische Hemlocktannen. Die zuvor ebenfalls verbreitet vorkommende Amerikanische Kastanie wurde durch den in den 1920er Jahren eingeschleppten Kastanienrindenkrebs vollständig vernichtet.
Im Unterholz finden sich dutzende Arten von Sträuchern und Kletterpflanzen, insbesondere Kanadische Judasbäume (Cercis canadensis), Blüten-Hartriegel, Catawba-Rhododendron (Rhododendron catawbiense), Berglorbeer und Wald-Hortensien.

### Mischwälder in Hanglagen

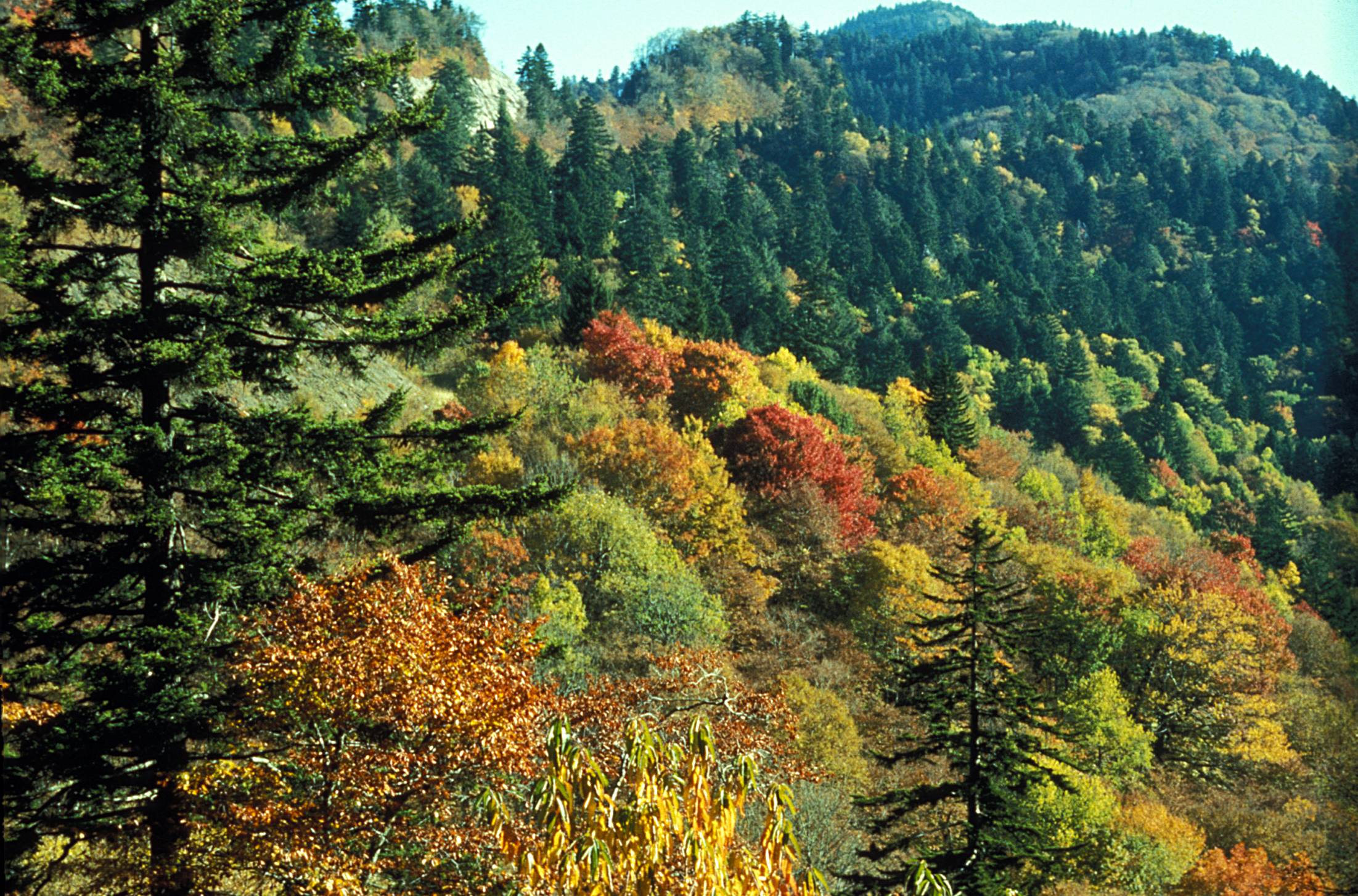
Herbstlicher Laubwald am Newfound Gap in direkter Nachbarschaft zum dunkelgrünen Nadelwald.

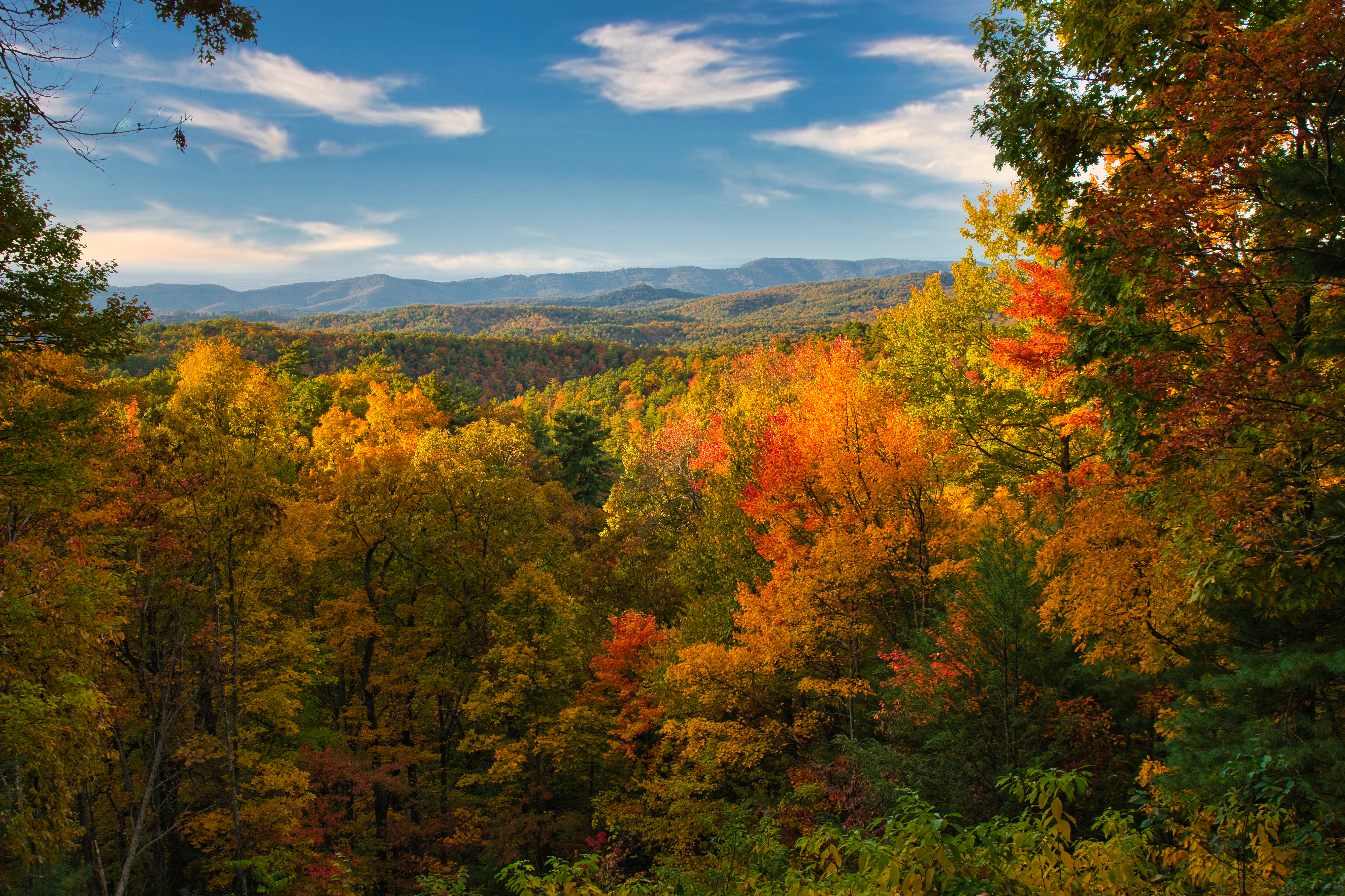
Wald des Great Smoky Mountains Nationalpark im Herbst (Indian Summer)

Die mittleren Jahrestemperaturen in den höheren Lagen der Smokies sind tief genug, um Wälder zu ermöglichen, die ansonsten eher in den nördlichen USA vorkommen, die so genannten „Northern Hardwood Forests“. An den Hängen der Great Smoky Mountains befindet sich der am höchsten gelegene Laubwald der östlichen Vereinigten Staaten. Rund 113 km² davon sind Primärwald.
In den Hanglagen dominieren Bäume wie Gelb-Birken und Amerikanische Buchen, es gibt aber auch Bestände mit Amerikanischen Linden (tilia heterophylla), Vermont-Ahorn, Streifen-Ahorn und Gelben Rosskastanien. Im Unterholz gedeihen diverse Korbblütler, Goldruten, Kanadische Blutwurz, Hortensien sowie verschiedene Arten von Gräsern und Farnen.
In hoch gelegenen Schluchten des Gebirgszugs gibt es darüber hinaus Bereiche, in denen nahezu ausschließlich Buchen stehen. Diese sind aufgrund der dort vorherrschenden starken Winde häufig verdreht und gewunden. Es ist nicht bekannt, warum andere Baumarten wie die Amerikanische Rot-Fichte nicht bis dorthin vorgedrungen sind.

### Borealer Nadelwald

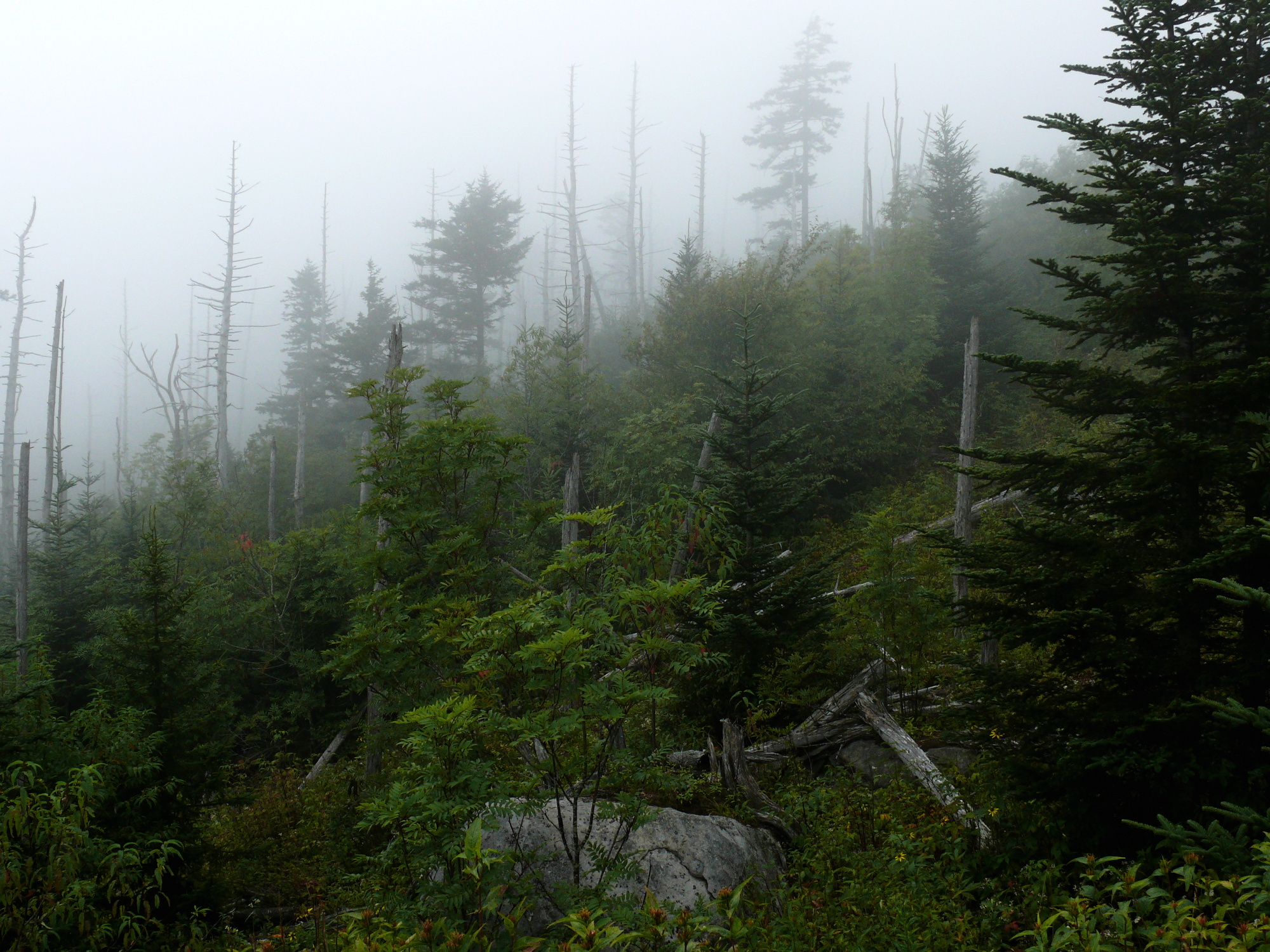
Nadelwald am Gipfel des Clingmans Dome

Die Fichtenwälder („Spruce-fir forests“) der Great Smoky Mountains bilden als Relikt der letzten Eiszeit, die zu kalt für die Entwicklung von Laub- und Mischwäldern war, einen borealen Nadelwald. Aufgrund der Temperaturanstiege vor 12.500 bzw. 6.000 Jahren wurden die Nadelwälder in den unteren und mittleren Höhenlagen des Gebirgszugs von Laub- und Mischwäldern verdrängt, sodass reine Nadelwälder heute nur noch in Lagen oberhalb von 1.600 m vorkommen. Etwa 43 km² des borealen Nadelwalds sind Primärwald.
Im Wesentlichen bestehen die Nadelwälder der Smokies aus Amerikanische Rot-Fichten und Fraser-Tannen, wobei größere Bestände der Fraser-Tanne seit den 1960er Jahren durch die Tannenstammlaus vernichtet wurden. An den Nordwesthängen des Old Black sowie am Gipfel des Clingmans Dome stehen noch abgestorbene Reste der Fraser-Tannen. Die Amerikanische Rot-Fichte ist daher heute der am häufigsten vorkommende Baum in den Höhenlagen der Smokies, obwohl während des Ersten Weltkriegs ein Großteil der Rot-Fichten gefällt wurde. Die ältesten hier stehenden Bäume werden auf 300 Jahre geschätzt, und die größten erreichen eine Höhe von mehr als 30 m.
Im Unterholz der Nadelwälder kommen verbreitet Rhododendren, Amerikanische Ebereschen (Sorbus americana), Feuerkirschen (Prunus pensylvanica), Brombeeren und Schneebälle (Viburnum lantanoides) vor. Schattige Stellen werden von Wurmfarnen (Dryopteris campyloptera) und dem Wald-Frauenfarn dominiert. Zudem gedeihen in diesen Regionen über 280 Arten von Moosen.

### Wildblumen

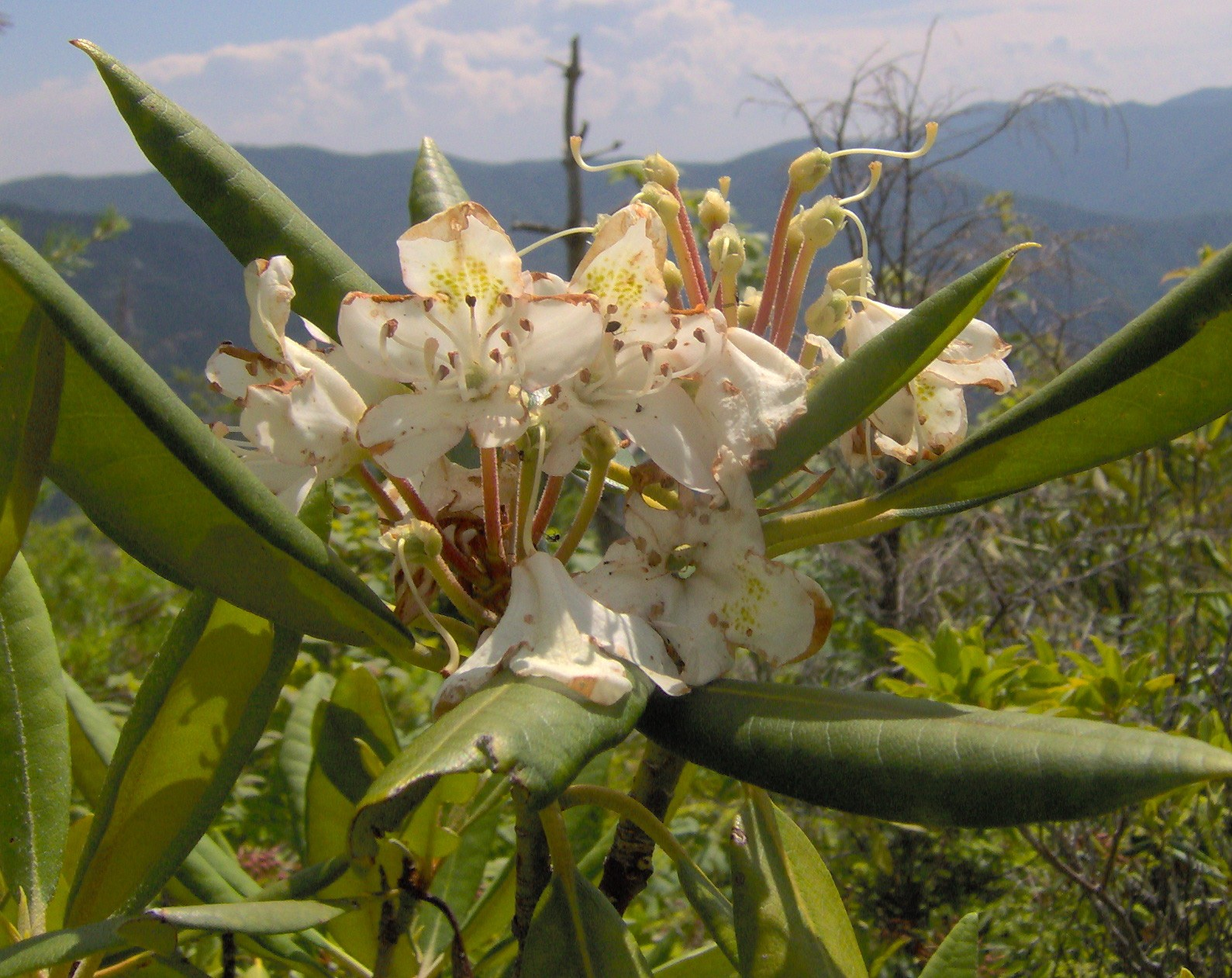
Rhododendron am Aussichtspunkt Ben Parton

Zu der Vielzahl an Wildblumen, die in den Bergen wachsen, zählen Monarda, Weißwurzen, Herzblumen, Waldlilien und auch Orchideen. Mit dem Catawba-Rhododendron bzw. dem Rosebay-Rhododendron verfügen die Smokies über zwei indigene Rhododendron-Arten. Aufgrund der Vielfalt der Pflanzen gibt es vom Frühjahr bis zum Herbst immer Bereiche in den Bergen, die mit unterschiedlich gefärbten Blüten überzogen sind.

## Fauna

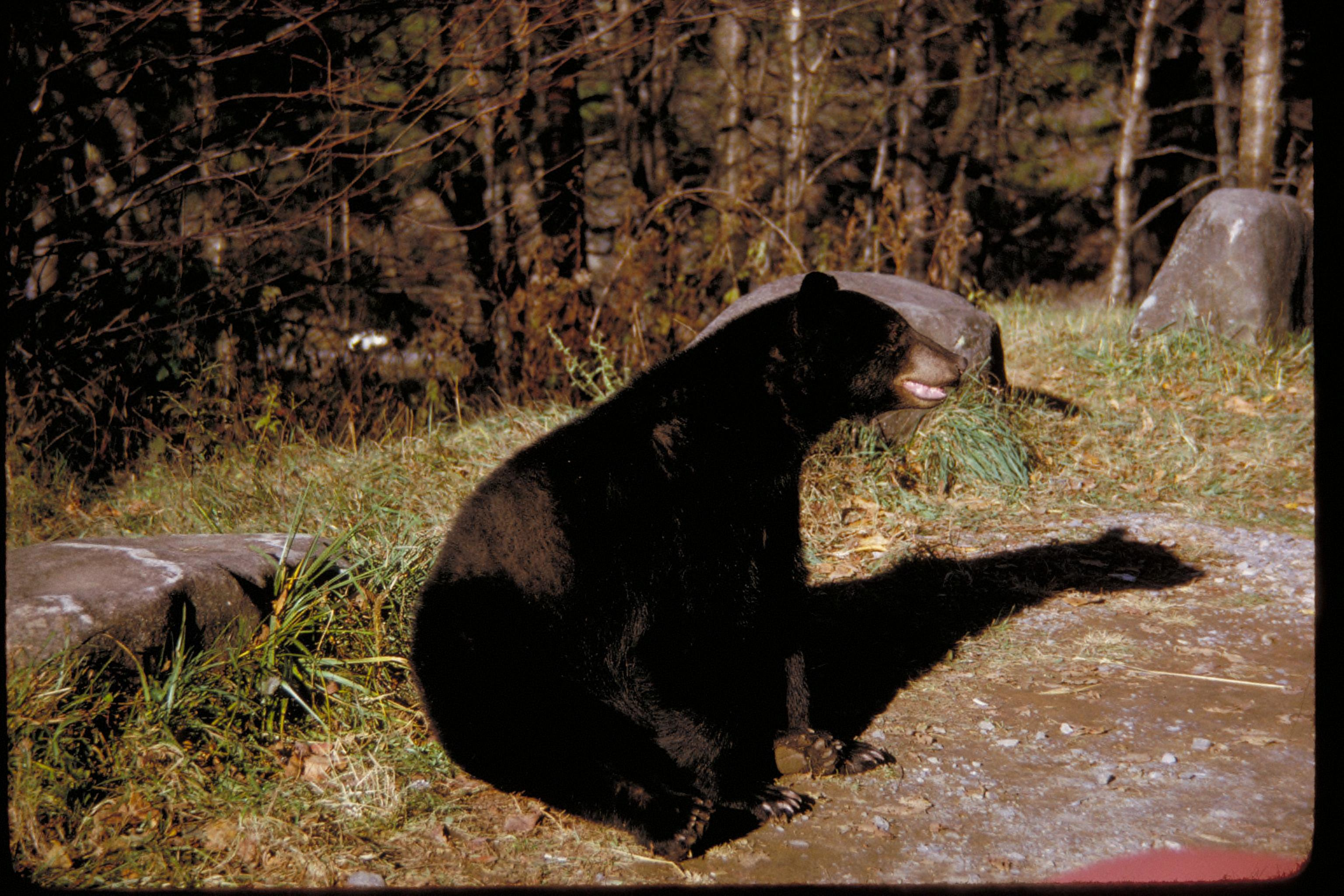
Ein Amerikanischer Schwarzbär in den Great Smokies

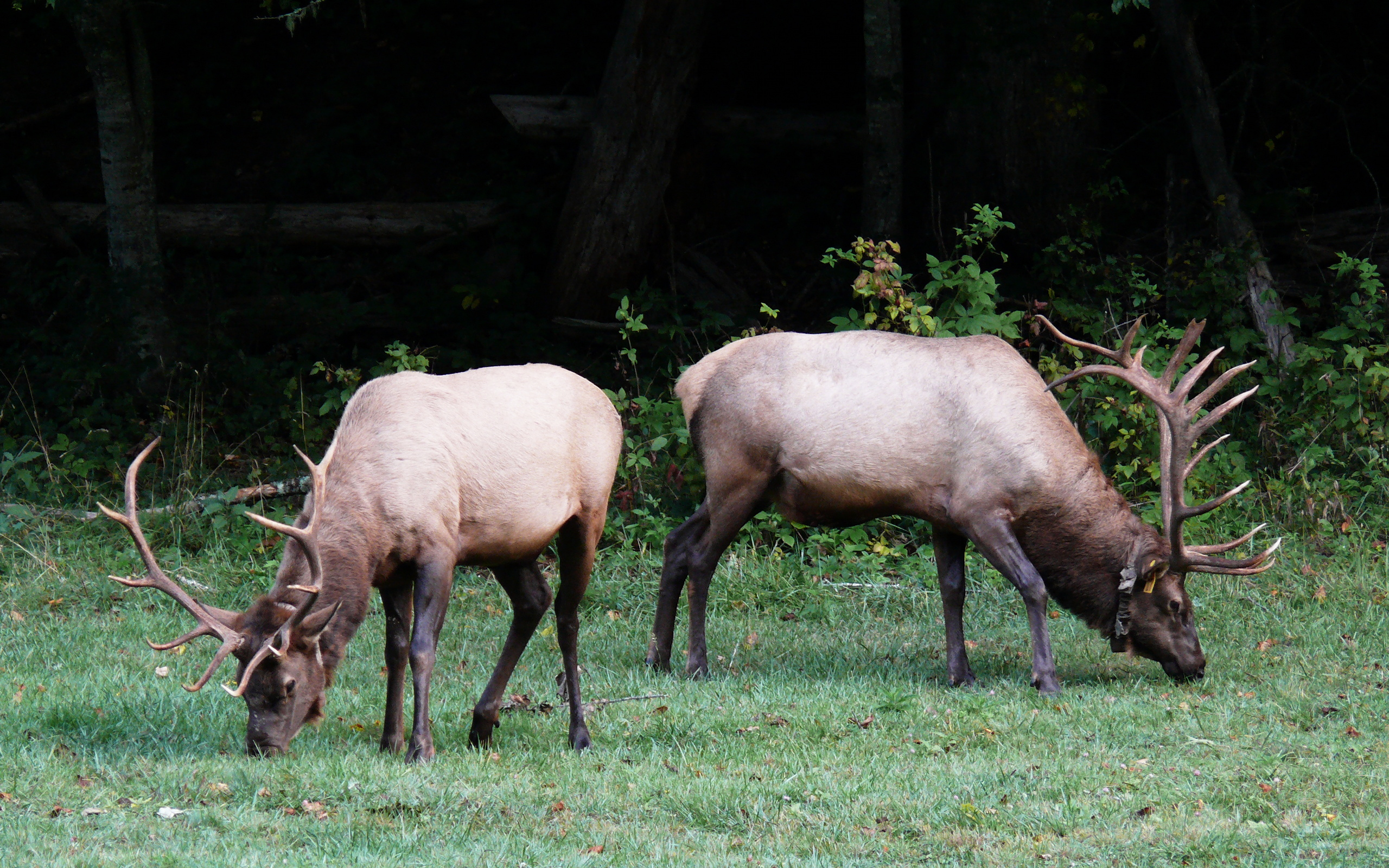
Diese Wapitis gehören zu einer 2001 in Cataloochee neu gegründeten Gruppe, um die Tierart in den Appalachen North Carolinas wieder anzusiedeln.

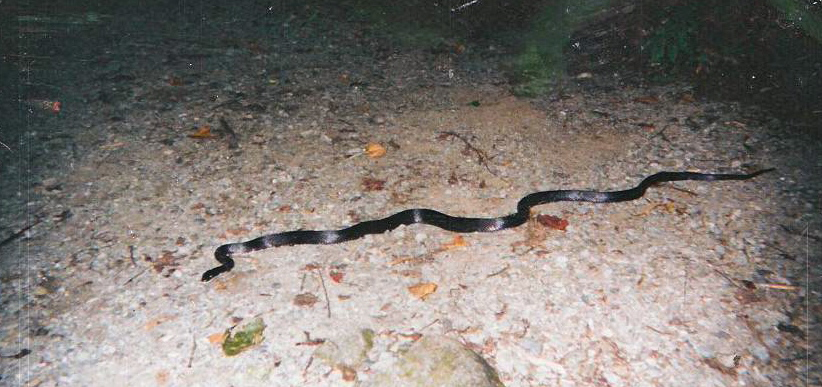
Eine Amerikanische Kletternatter auf einem Wanderweg

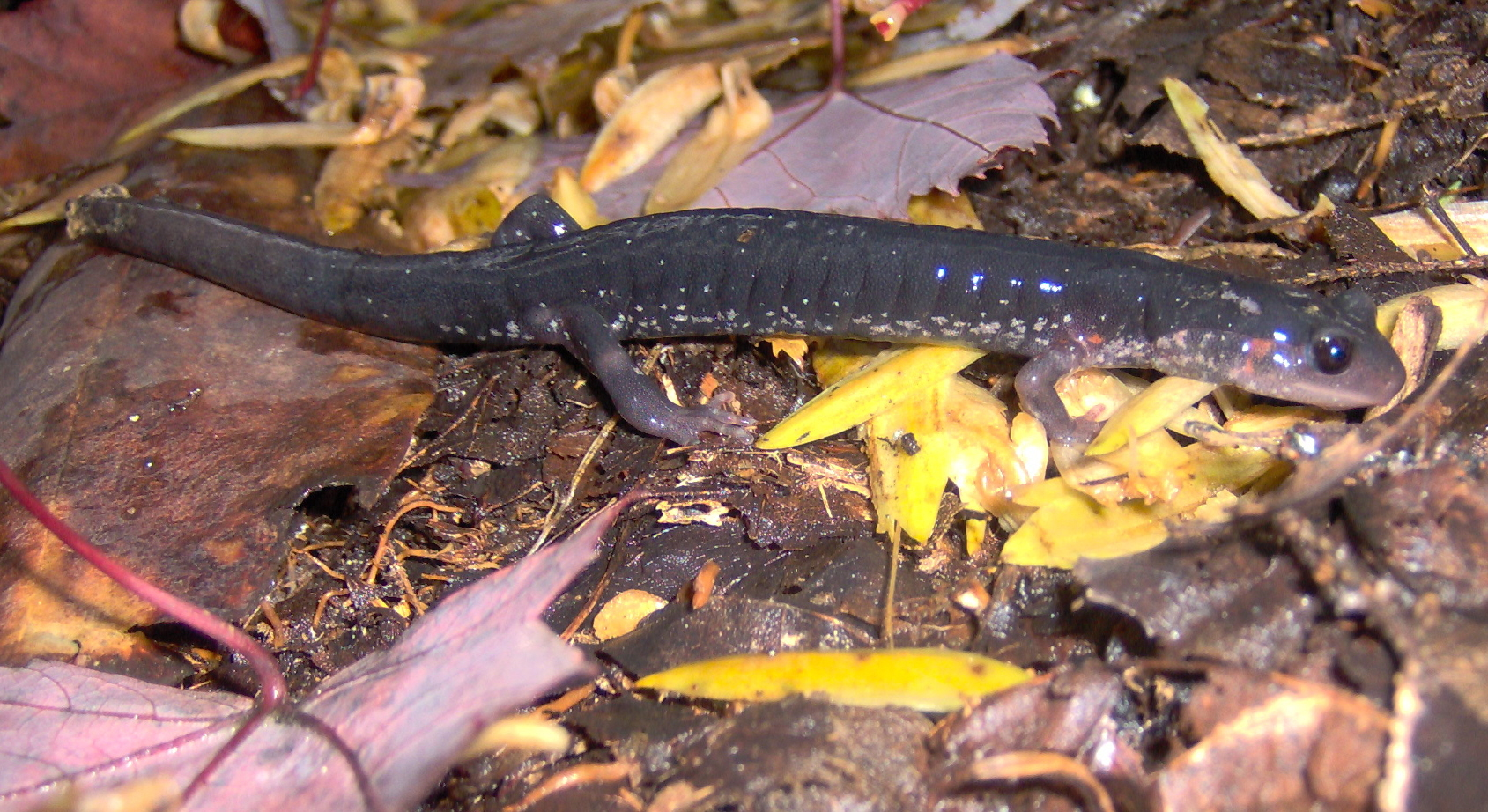
Ein Rotwangen-Waldsalamander im Nationalpark

Die Great Smoky Mountains bieten einen Lebensraum für 66 Säugetier-, über 240 Vogel-, 43 Amphibien-, 60 Fisch- und 40 Reptilienarten. In den Bergen gibt es die größte Populationsdichte Amerikanischer Schwarzbären östlich des Mississippi, weshalb dieses Tier als Symbol für alle Wildtiere der Smokies steht und regelmäßig auf Broschüren des Nationalparks abgebildet wird. Die meisten ausgewachsenen Schwarzbären der Smokies bringen ein Gewicht zwischen 45 kg und 136 kg auf die Waage, einige bringen es sogar auf 225 kg.
Unter den Säugetieren ebenfalls häufig anzutreffen sind Weißwedelhirsche, deren Anzahl sich mit der Gründung des Nationalparks wesentlich vergrößert hat. Als einzige Katzenart ist der Rotluchs vertreten, wenngleich es hin und wieder auch Sichtungen von Pumas gibt. In jüngerer Vergangenheit sind auch Kojoten in die Smokies eingewandert und werden inzwischen als dort einheimisch angesehen. Zudem gibt es größere Populationen von Rot- und Graufüchsen.
Europäische Wildschweine wurden im frühen 20. Jahrhundert in die Region eingeführt und haben sich in den südlichen Appalachen weit verbreitet, werden aber aufgrund des typischen Aufwühlens des Bodens bei ihrer Nahrungssuche als Belästigung angesehen. Ihnen wird ebenfalls nachgesagt, den Bären die Nahrungsgrundlage streitig zu machen, sodass die Parkverwaltung Prämien dafür zahlt, Wildschweine zu erlegen und an Stellen liegen zu lassen, die von den Bären häufig aufgesucht werden.
In den Great Smoky Mountains leben mehr als zwei Dutzend Arten von Nagetieren, darunter das bedrohte Nördliche Gleithörnchen. Ferner wurden zehn Fledermausarten gezählt, zu denen auch das bedrohte Indiana-Mausohr gehört. Der Verwaltung des Nationalparks ist es gelungen, den Nordamerikanischen Fischotter und Wapitis im Gebirgszug wieder anzusiedeln. Ein entsprechender Versuch mit Rotwölfen scheiterte in den 1990er Jahren; die Tiere wurden eingefangen und in das Alligator River National Wildlife Refuge in North Carolina umgesiedelt.
Die unterschiedlichen Wälder der Smokies bieten einer Vielzahl von Vogelarten einen Lebensraum. Zu den häufigsten Vertretern in niedrigeren Lagen zählen Rotaugenvireos, Walddrosseln, Truthühner, Meisen-Waldsänger, Rubinkehlkolibris und Grauhäubchenmeisen. In höheren Regionen sind Kolkraben, Zaunkönige (Troglodytes hiemalis), Schwarzkopfmeisen, Gelbbauch-Saftlecker, Winterammern, Fichten-Waldsänger, Gelbscheitel-Waldsänger und Kanadawaldsänger am häufigsten anzutreffen. In trockeneren Bereichen der Mischwälder leben zudem Töpfervögel, Nachtschwalben (Antrostomus vociferus) und Dunenspechte. Ebenfalls verbreitet kommen Weißkopfseeadler, Steinadler, Wanderfalken, Rotschwanzbussarde sowie Streifenkauze, Ost-Kreischeulen und Sägekauze in den Smokies vor.
Mit der Wald-Klapperschlange und dem Nordamerikanischen Kupferkopf gibt es in den Bergen auch zwei giftige Schlangenarten. Weitere häufige Reptilienarten in den Smokies sind Carolina-Dosenschildkröten, Stachelleguane (Sceloporus undulatus), Erdnattern und Wassernattern, beispielsweise die Siegelring-Schwimmnatter (Nerodia sipedon).
Die Berge beheimaten mit 31 Arten aus fünf der neun bekannten Salamander-Familien eine der weltweit vielfältigsten Salamander-Populationen. Insbesondere der Rotwangen-Waldsalamander kommt ausschließlich in den Smokies vor, während der Imitator-Salamander (Desmognathus imitator) in den Smokies sowie in den nahegelegenen Plott Balsams und Great Balsam Mountains vorkommt. In den schnell fließenden Flüssen des Gebirgszugs lebt der Schlammteufel. Zu den weiteren Amphibienarten der Smokies zählen Echte Kröten (Bufo americanus), Nordamerikanische Ochsenfrösche, Waldfrösche, Laubfrösche (Pseudacris feriarum), Echte Frösche (Rana clamitans melanota) und Spring Peeper.
In den Flüssen der Great Smoky Mountains leben verbreitet Forellen, Neunaugen, Echte Barsche, Karpfenfische, Barschartige und Saugkarpfen. Der Bachsaibling ist die einzige einheimische Forellenart in den Smokies, wenngleich Regenbogenforellen und Forellen bereits zu Beginn des 20. Jahrhunderts eingeführt wurden. Da der Bachsaibling den letztgenannten größeren Fischen bei der Nahrungssuche unterlegen ist, findet man ihn heute nur noch in Höhenlagen über 900 m. In den Smokies kommen auch die unter Schutz stehenden Katzenwelse (Noturus flavipinnis bzw. Noturus baileyi), Weißfische (Cyprinella monacha) und Springbarsche (Etheostoma percnurum) vor.

## Bedrohungen des Ökosystems

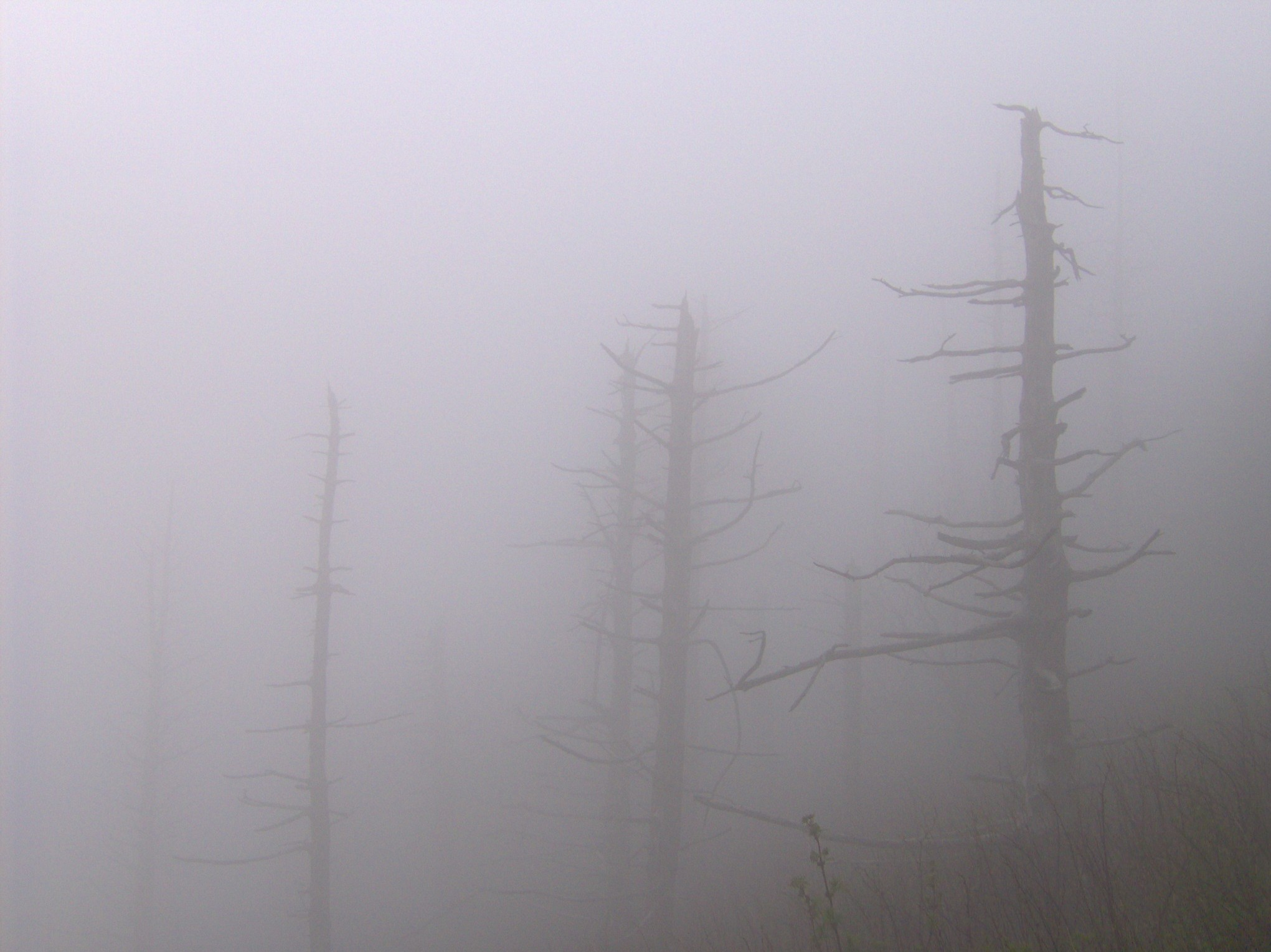
Tote Fraser-Tannen am Gipfel des Old Black

In den höheren Regionen des Gebirgszugs führt Luftverschmutzung vermehrt zum Absterben von Rot-Fichten, in niedrigeren Lagen zum Rückgang von Eichen. Invasive Spezies wie die ostasiatische Blattlaus adelges tsugae greifen die Hemlock-Tannen an, während die Tannenstammlaus bevorzugt die Fraser-Tannen befällt. Der Marienkäfer pseudoscymnus tsugae wurde eigens zur Bekämpfung der Blattläuse eingeführt.
Sowohl aus den südöstlichen Bundesstaaten als auch aus dem Mittleren Westen der USA zieht regelmäßig Smog in die Berge und führt zu einer erheblichen Reduzierung der Sichtweite. Die United States Environmental Protection Agency gibt tägliche Smog-Vorhersagen für die nahegelegenen Städte Knoxville, Tennessee und Asheville, North Carolina heraus.
Als Reaktion auf die Bedrohungen der Umwelt haben sich entsprechende Organisationen des Themas angenommen, allen voran die 1993 gegründeten Friends of the Smokies. Sie unterstützen den National Park Service bei seinen Aufgaben, indem sie die Öffentlichkeit informieren, Spendengelder sammeln und Freiwillige für Projekte bereitstellen.

## Geschichte

### Urgeschichte
Es ist wahrscheinlich, dass die Indianer die Great Smoky Mountains bereits vor 14.000 Jahren als Jagdrevier nutzten. Im Nationalpark wurde eine Vielzahl von Artefakten aus der Archaischen Periode (ca. 8000 – 1000 v. Chr.) gefunden, zu denen auch Teile von damaligen Jagdwaffen gehören. Ausgrabungen brachten auch mehr als 2000 Jahre alte Keramiken aus der Waldlandperiode zum Vorschein.
Während der Mississippi-Periode (ca. 900 – 1600 n. Chr.) betrieben die Indianer zunehmend Landwirtschaft und zogen daher aus den Wäldern in die fruchtbaren Täler am äußeren Rand der Smokies. Siedlungen aus dieser Epoche wurden in den 1960er Jahren am Little Tennessee River gefunden und in der Sprache der Cherokee Citico und Toqua benannt. Befestigte Siedlungen dieser Periode wurden nahe Sevierville und Townsend, Tennessee ausgegraben.
Die meisten dieser Siedlungen gehörten zum Chiefdom Chiaha, das sich auf einer Insel befand, die heute unterhalb der Wasserlinie des Douglas Lake liegt. Die Expeditionen von Hernando de Soto (1540) und Juan Pardo (1567) führten die Teilnehmer auch nach Chiaha, wo sie eine längere Zeit verbrachten. Pardo besuchte auch Chilhowee und Citico.

### Die Cherokee
Als im 17. Jahrhundert die ersten europäischen Siedler die südlichen Appalachen erreichten, waren diese zu großen Teilen von den Cherokee besiedelt, wobei sich die Great Smoky Mountains im Zentrum ihres Territoriums befanden. Etliche Mythen und Legenden der Indianer ranken sich um das Gebirge; so soll es dort einen gut verborgenen magischen See geben, und ein Medizinmann der Shawnee namens Aganunitsi soll in den Ausläufern der Berge nach der gehörnten Schlange Uktena gesucht haben.
Die Cherokee bezeichneten Gregory Bald als „Tsitsuyi“ (Kaninchen-Platz) und glaubten, der Berg sei der Wohnort des Großen Kaninchen (Nanaboso). Andere Cherokee-Ortsnamen in den Smokies waren Duniskwalgunyi (Gegabelte Geweihe) für die Chimney Tops und kuwahi (Maulbeer-Ort) für Clingmans Dome.
Die meisten Siedlungen der Cherokee befanden sich in den Flusstälern am äußersten Rand der Smokies. Diese bildeten gemeinsam mit den Unicoi Mountains eine Trennlinie zwischen den sogenannten Overhill Cherokee im heutigen Tennessee und den Cherokee im heutigen North Carolina. Die Overhill-Siedlungen Chilhowee und Tallassee befinden sich heute am Grund des Chilhowee Lake.
Das vermutlich älteste Dorf der Cherokee namens Kituwa lag am Tuckasegee River nahe Bryson City. Das Dorf Oconaluftee befand sich nahe dem heutigen Besucherzentrum und war die einzige ganzjährig bewohnte Ansiedlung der Cherokee innerhalb des Nationalparks.

### Europäische Besiedlung

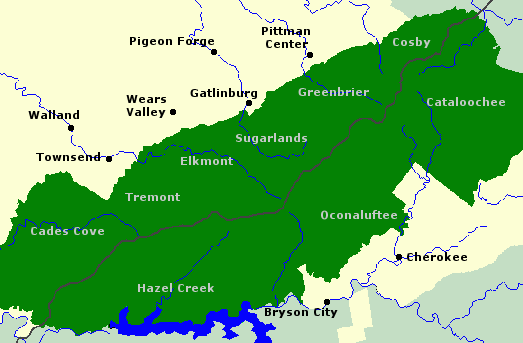
Lageplan der Great Smoky Mountains. Der grüne Bereich kennzeichnet die Grenzen des Nationalparks.

Die ersten europäischen Siedler und Entdecker erreichen den Westen North Carolinas bzw. den Osten Tennessees in der Mitte des 18. Jahrhunderts. Der vermehrte Zustrom an Siedlern nach dem Ende des Siebenjährigen Kriegs führte zu Konflikten mit den Cherokee, denen der Großteil der Ländereien rechtlich gehörte. Als sich die Indianer im Jahr 1776 mit dem Ausbruch des Amerikanischen Unabhängigkeitskriegs auf die Seite der Briten stellten, begannen die Amerikaner mit einer Invasion des Cherokee-Territoriums. General Griffith Rutherford ließ nahezu alle Indianersiedlungen in North Carolina – darunter auch Kituwa – in Brand stecken, während John Sevier dasselbe in Tennessee mit den Overhill-Siedlungen tat. 1805 traten die verbliebenen Cherokee die Kontrolle über die Great Smoky Mountains an die Regierung der Vereinigten Staaten ab. Obwohl die meisten Stammesangehörigen 1838 in Richtung Westen auf den Pfad der Tränen gezwungen wurden, blieben einige – unterstützt durch William Holland Thomas – zurück und bilden heute die Eastern Band of Cherokee Indians.
In den 1780er Jahren gab es mehrere Grenzposten entlang der Ausläufer der Smokies, darunter Whitson’s Fort (heute Cosby, Tennessee) und Wear’s Fort (heute Pigeon Forge). In den 1790er Jahren zogen die ersten Siedler in die Gegend, und 1801 wurden die Brüder William und John Whaley zu den ersten Siedlern im Greenbrier-Tal, das heute zum Nationalpark gehört. 1802 erreichte der aus Edgefield, South Carolina stammende William Ogle die White Oak Flats und begann eine Arbeit als Holzfäller. Nach seinem Tod wurden seine Frau Martha Jane Huskey und andere Familien zu den Gründern des heutigen Gatlinburg.
Das Tal Cades Cove wurde überwiegend von Familien besiedelt, die Grundstücke vom Spekulanten William „Fighting Billy“ Tipton erworben hatten. Mit John und Lucretia Oliver erreichten die ersten dieser Siedler im Jahr 1818 das Tal. 1836 wurden Moses und Patience Proctor nach einer Phase in Cades Cove zu den ersten Siedlern, die sich auf der Seite von North Carolina am Hazel Creek niederließen. Das Cataloochee Valley wurde 1834 von der Caldwell-Familie erstmals besiedelt.
Die wesentliche Wirtschaftsgrundlage der südlichen Appalachen bestand im frühen 19. Jahrhundert aus Subsistenzwirtschaft. Eine durchschnittliche Farm hatte rund 20 Hektar Land zur Verfügung, von denen einige Bereiche als Viehweide und Ackerland genutzt wurden und andere aus Wald bestanden. Die typischen Blockhäuser der ersten Siedler maßen 6 m × 5 m, wurden aber nach und nach vergrößert und später durch aus Brettern errichtete Holzhäuser ersetzt. Die meisten Bauernhöfe verfügten über mindestens eine Scheune zur Lagerung von Gerätschaften und Saatgut, ein über einer Quelle errichtetes „Quellenhaus“ zur Kühlung von Lebensmitteln, eine Räucherkammer zur Haltbarmachung von Fleisch, einen Hühnerstall und einen Getreidespeicher. Einige Bauern betrieben auch Getreidemühlen, Gemischtwarenläden und Sorghumhirsen-Pressen.
Im Alltag der Siedler spielte die Religion eine wichtige Rolle, sodass sich das soziale Leben rund um Kirchengebäude konzentrierte. In der Region der Great Smoky Mountains waren die Religionsformen Baptismus, Methodismus und Presbyterianismus vorherrschend.

### Sezessionskrieg
Sowohl North Carolina als auch Tennessee schlossen sich 1861 zu Beginn des Sezessionskriegs den Konföderierten Staaten von Amerika an. In der Umgebung der Great Smoky Mountains war die Unterstützung der Nordstaaten größer als in anderen Regionen der beiden Staaten. Auf der Tennessee-Seite der Berge unterstützten die Städte die Nordstaaten, auf der Seite von North Carolina überwog hingegen die Unterstützung für die Konföderation. In Tennessee stimmten 74 % der Einwohner von Cocke County, 80 % aus Blount County und 96 % aus Sevier County gegen die Abspaltung. In den North-Carolina-Countys Cherokee, Haywood, Jackson und Macon stimmten rund 46 % der Einwohner für die Sezession.
In den Smokies fanden während des Kriegs keine größeren Schlachten statt, es gab aber hin und wieder kleinere Scharmützel. So gründete der Cherokee-Häuptling William Holland Thomas einen nahezu ausschließlich aus Cherokee-Soldaten bestehenden Truppenverband, überquerte mit ihm 1862 die Berge und besetzte mehrere Monate lang die Stadt Gatlinburg, um die Kaliumnitrat-Minen am Mount Le Conte zu schützen. Die Einwohner von Cades Cove, die sich den Nordstaaten verbunden fühlten, lagen mit den Einwohnern von Hazel Creek im Streit, die die Konföderation unterstützten, und beide Parteien überquerten regelmäßig die Smokies, um von den jeweils anderen das Vieh zu stehlen. Ähnlich verhielten sich die Einwohner von Cosby und Cataloochee. Bekannt wurden insbesondere zwei Vorfälle, die sich während des Sezessionskriegs in den Great Smoky Mountains ereigneten: Zum einen wurde Russell Gregory, nach dem der Gregory Bald benannt ist, 1864 von Bushwhackern ermordet, kurz nachdem dieser einen Trupp konföderierter Soldaten nach Cades Cove geführt hatte. Zum anderen führte George Kirk einen Überfall auf Cataloochee an, bei dem er 15 Soldaten der Union tötete oder verwundete, die sich in einem behelfsmäßigen Lazarett erholten.

### Holzeinschlag

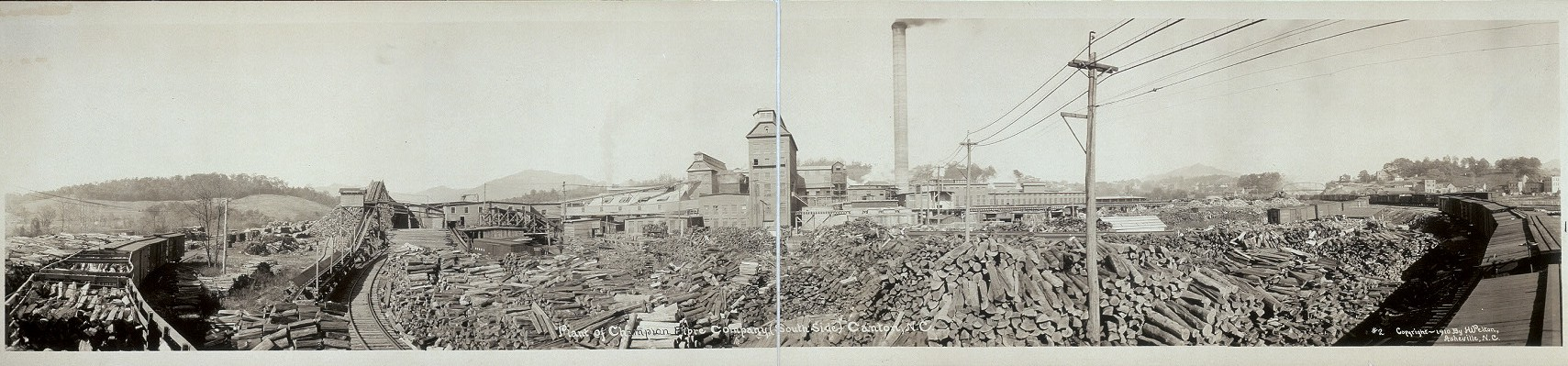
Das Werk der Champion Fibre Company in Canton, North Carolina, 1910.

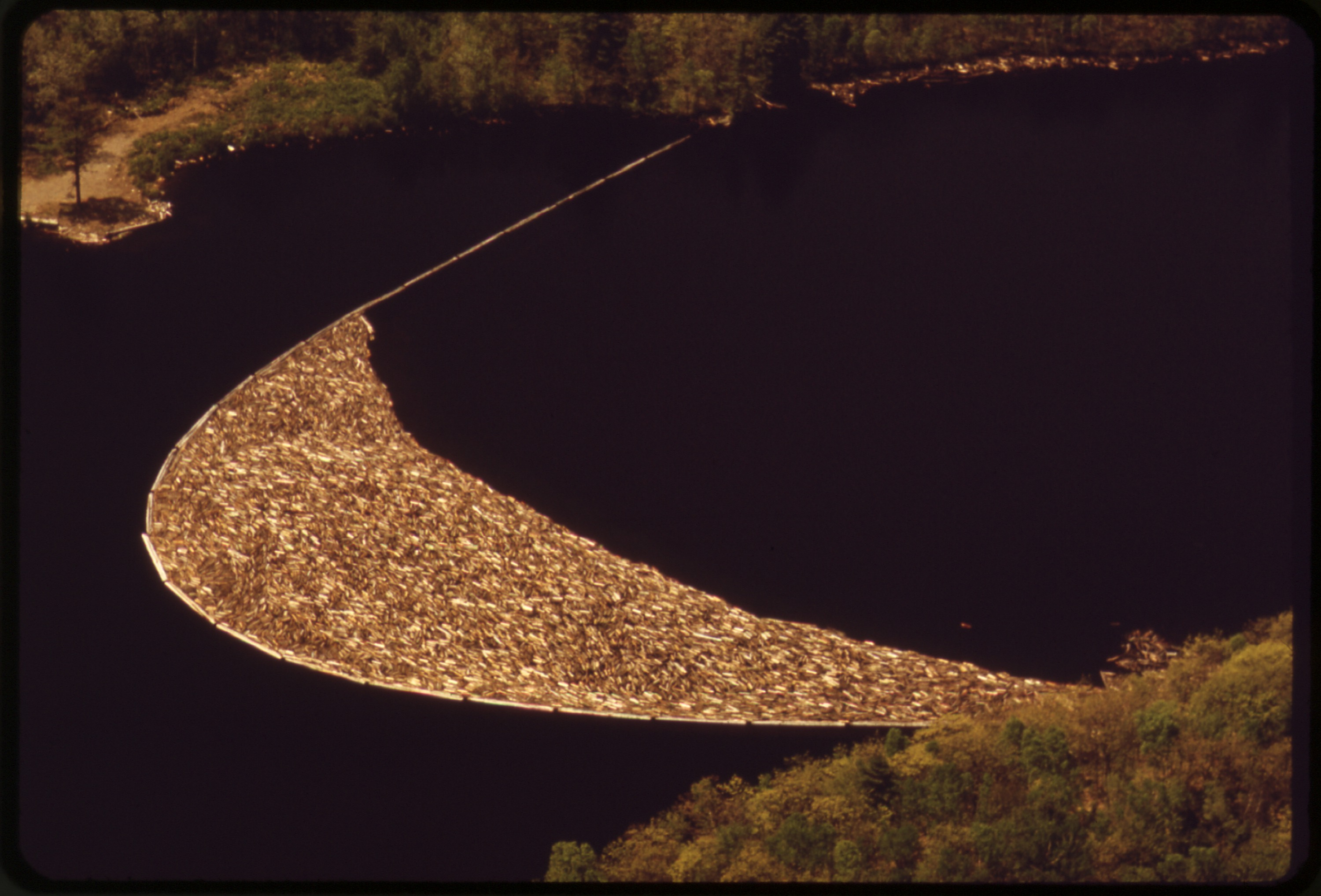
Holzsperre auf dem St. Croix River

Die Unzugänglichkeit der Wälder der Great Smoky Mountains verhinderte zunächst größere Rodungen, sodass es bis ins 19. Jahrhundert hinein nur vereinzelte Holzeinschläge gab. Erst als die Holzvorkommen in den nordöstlichen Vereinigten Staaten und im Mississippi-Delta zuneige gingen und die Nachfrage nach Holz nach dem Ende des Sezessionskriegs sprunghaft anstieg, suchte man nach Wegen, die unberührten Wälder in den südlichen Appalachen zu erreichen. In den 1880er Jahren begannen die ersten Unternehmen mit größeren Rodungen in den Smokies und nutzten dafür Klausen bzw. auf Flüssen angelegte Holzsperren (s. Foto), um die Baumstämme zu den flussabwärts gelegenen Sägewerken zu transportieren. Zu den größten Unternehmungen zählten die English Lumber Company auf dem Little River, Taylor and Crate am Hazel Creek und die Einschläge von Alexander Arthur am Pigeon River. Alle drei Unternehmen mussten jedoch bereits nach wenigen Jahren aufgeben, nachdem Überflutungen ihre Dämme und Sperranlagen zerstört hatten.
Gegen Ende des 19. Jahrhunderts ermöglichten technische Fortschritte bei Waldbahnen und Bandsägen groß angelegte Holzeinschläge in den Bergregionen der südlichen Appalachen. Die größte Unternehmung dieser Art war die Little River Lumber Company, die im Einzugsgebiet des Little River von 1901 bis 1939 tätig war und für ihre Angestellten die heutigen Städte Townsend, Elkmont und Tremont gründete.
Das zweitgrößte Holzfäller-Unternehmen war die Ritter Lumber Company am Hazel Creek, die von 1907 bis 1928 existierte und deren Ruinen noch heute sichtbar sind. Ebenfalls Bedeutung erlangten die Unternehmen Three M Lumber und Champion Fibre im Einzugsgebiet des Ocanaluftee River. Als alle Holzunternehmen in den 1930er Jahren ihren Betrieb einstellten, hatten sie bereits zwei Drittel der Waldflächen der Great Smoky Mountains gerodet.

### Nationalpark
Wilson B. Townsend, Eigentümer der Little River Lumber Company, begann mit der Bewerbung von Elkmont als Touristenziel im Jahr 1909. Bereits wenige Jahre später standen das Wonderland Hotel und der Appalachian Club zur Beherbergung von Besuchern aus Knoxville zur Verfügung. In den frühen 1920er Jahren begannen einige Mitglieder des Appalachian Club, zu denen auch David C. Chapman gehörte, ernsthaft über die Einrichtung eines Nationalparks in den Great Smoky Mountains nachzudenken. Chapman war in der Folge als Vorsitzender der Great Smoky Mountains Park Commission dafür verantwortlich, Spendengelder für den Grundstückserwerb zu sammeln und die Koordination zwischen regionalen, bundesstaatlichen und föderalen Stellen zu übernehmen.
Die Gründung des Great-Smoky-Mountains-Nationalparks war wesentlich aufwendiger als noch bei den Vorgängern Yellowstone-Nationalpark und Yosemite-Nationalpark, die bereits im Besitz der Bundesregierung waren. So mussten nicht nur Holzfäller-Unternehmen davon überzeugt werden, lukrative Verwertungsrechte zu verkaufen, sondern es mussten auch tausende kleinerer Farmen aufgekauft und teilweise ganze Gemeinden umgesiedelt werden. Zudem gab es zu dieser Zeit in den Gesetzen von North Carolina und Tennessee Regelungen, die die Verwendung von Steuergeldern für Nationalparkzwecke explizit verboten. Trotz dieser Schwierigkeiten konnte die Park Commission bis 1932 den größten Teil der Grundstückskäufe erfolgreich abschließen, sodass der Nationalpark 1934 offiziell eröffnet werden konnte. Die Eröffnungsfeierlichkeiten am Newfound Gap leitete der damalige US-Präsident Franklin D. Roosevelt persönlich.

## Kultur und Tourismus
Die örtliche Wirtschaft basiert im Wesentlichen auf dem Tourismus, der sich insbesondere auf die Städte Pigeon Forge, Gatlinburg und Cherokee konzentriert. 2006 wurde in Townsend, Tennessee das Great Smoky Mountains Heritage Center gegründet, das die regionale Kultur bewahren soll.
Im Sommer ist in den Bergen vor allem das Rafting beliebt, im Winter bieten die höheren Lagen gute Bedingungen für Abfahrtsläufe.
Die Country-Sängerin Dolly Parton wuchs auf einem kleinen Bauernhof in den Smokies auf und schrieb viele Songs über die Region. Sie hatte ferner eine Hauptrolle im Film A Smoky Mountain Christmas aus dem Jahr 1986.